# Grand Prix automobile d'Allemagne 1957
GP précédent GP suivant
Le Grand Prix d'Allemagne 1957 (XIX Grosser Preis von Deutschland), disputé sur le Nürburgring le 4 août 1957, est la soixante-deuxième épreuve du championnat du monde de Formule 1 courue depuis 1950 et la sixième manche du championnat 1957. La course est également ouverte aux monoplaces de Formule 2, qui bénéficient d'un classement séparé.

## Contexte avant le Grand Prix

### Le championnat du monde

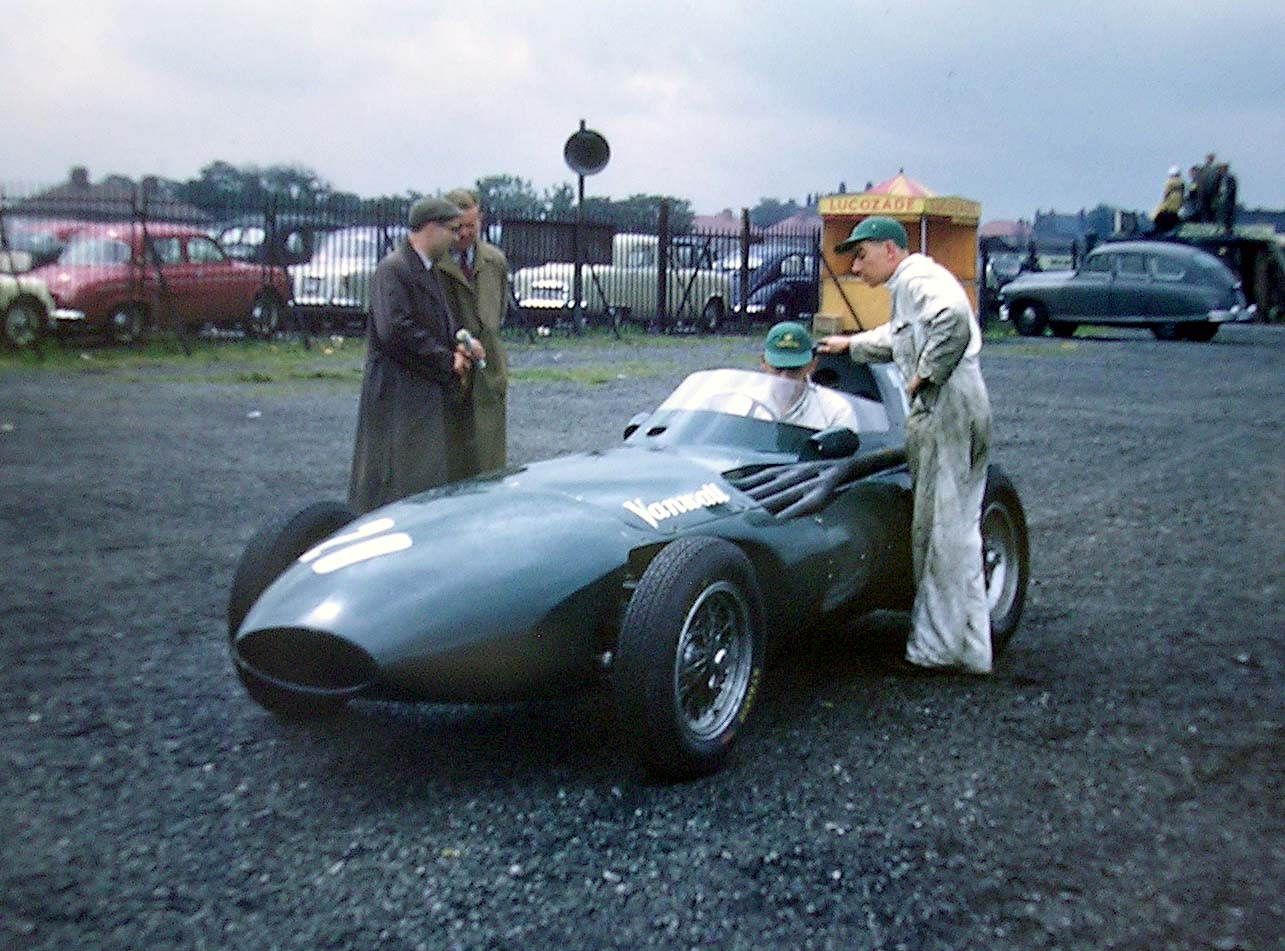
Victorieuse à Aintree, la Vanwall a mis fin à la domination exercée par Maserati depuis le début de la saison.

Couru depuis 1954 sous la réglementation Formule 1 2,5 litres (moteur 2 500 cm3 atmosphérique ou 750 cm3 suralimenté, carburant libre, le championnat du monde des conducteurs est cette saison encore dominé par Juan Manuel Fangio, déjà titré à quatre reprises, qui s'est imposé en Argentine, à Monaco et en France au volant de sa Maserati. Le pilote argentin a toutefois marqué le pas au Grand Prix de Grande-Bretagne, où Stirling Moss a donné à Vanwall sa première victoire internationale. Néanmoins, avec encore douze points d'avance sur le pilote de la Scuderia Ferrari Luigi Musso, Fangio pourrait en cas de succès au Nürburgring s'assurer, quelle que soit l'issue des deux dernières manches, une cinquième couronne, si son adversaire ne dépassait pas la quatrième place. Bien qu'également inscrite au calendrier mondial, l'épreuve des 500 miles d'Indianapolis, courue en mai sous la formule USAC, est l'apanage des spécialistes américains de la discipline et n'a aucun impact sur l'attribution du titre de champion du monde.

### Le circuit
C'est à l'initiative du Docteur Creutz, alors conseiller du Land d'Adenau et président de la section locale de l'ADAC, que l'on doit la réalisation du Nürburgring, au cœur du massif de l'Eifel. Après approbation du projet en février 1925, les travaux débutèrent deux mois plus tard pour s'achever au printemps 1927. Pendant ces deux années, deux mille cinq cents ouvriers participèrent à la construction d'un des plus grandioses circuits au monde. Inauguré officiellement le 18 juin 1927, le circuit comprend deux tracés principaux, la boucle sud (7,7 km) et la boucle nord (22,8 km). Cette dernière est la plus couramment utilisée pour les grandes épreuves internationales. Son parcours très accidenté, comportant près de 180 virages (la plupart aveugles), a la réputation d'être le plus difficile et le plus technique de la saison. En 1956, Juan Manuel Fangio s'était approprié le meilleur tour à la moyenne de 141,19 km/h au volant de sa Ferrari, un record qui devrait être nettement amélioré après le récent resurfaçage de la majeure partie de la piste.

## Monoplaces en lice

### Formule 1
- Ferrari 801 "Usine"

Bien que dérivée de la compacte Lancia D50 de 1954, la Ferrari 801 est devenue au fil des évolutions apportées par la Scuderia Ferrari la monoplace la plus lourde du plateau, l'abandon des réservoirs latéraux ayant entraîné un élargissement du châssis, avec usage de tubes renforcés, portant le poids à 650 kg. Le moteur V8 semi-porteur, alimenté par quatre carburateurs Solex, développe environ 280 chevaux à 8500 tr/min. La vitesse de pointe frôle les 290 km/h. L'équipe aligne trois de ces modèles, confiés à Luigi Musso, Peter Collins et Mike Hawthorn, la quatrième voiture, dévolue à Maurice Trintignant, n'ayant pu être préparée à temps pour l'épreuve.
- Maserati 250F "Usine"

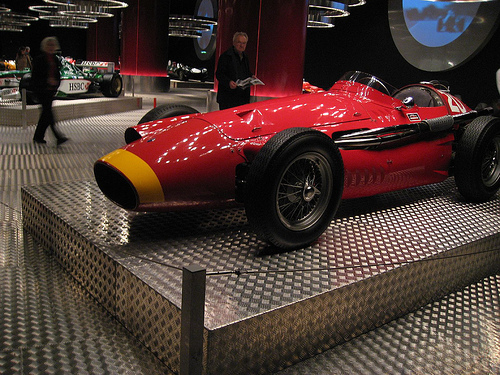
La Maserati 250F 'Lightweight' de Fangio.

Juan Manuel Fangio, Jean Behra et Harry Schell disposent des trois 250F 'Lightweight', versions allégées à empattement long apparues en début de saison. Ces voitures de 620 kg sont équipées d'un moteur six cylindres en ligne alimenté par trois carburateurs Weber développant 270 chevaux à 8000 tr/min. Mécontent de son statut de quatrième pilote, l'Argentin Carlos Menditéguy, engagé sur un modèle 1956, a déclaré forfait. Giorgio Scarlatti dispose quant à lui d'une des premières 250F construites, mais bénéficiant des évolutions apportées en 1956. Bien que courant sur sa monoplace personnelle, le pilote espagnol Francisco Godia fait également partie de l'équipe officielle. De son côté, la Scuderia Centro Sud a engagé deux voitures pour Hans Herrmann et Masten Gregory, tandis que les Britanniques Bruce Halford et Horace Gould courent à titre privé.
- Vanwall VW "Usine"

Après sa retentissante victoire à Aintree, la première d'un constructeur britannique en championnat du monde, Tony Vandervell a reconduit la même équipe en Allemagne, Tony Brooks et Stuart Lewis-Evans épaulant Stirling Moss, premier pilote. Les trois châssis sont ceux déjà utilisés en Grande-Bretagne, à peine modifiés. Ces voitures ultra modernes ne pèsent que 580 kg, et grâce à leur carrosserie très profilée associée à un moteur quatre cylindres à injection de 285 chevaux atteignent une vitesse de pointe de 300 km/h. Autre atout face à leurs rivales italiennes, elles bénéficient d'un freinage très endurant grâce à leurs quatre disques Dunlop.
- BRM P25 "Usine"

Si le constructeur de Bourne bénéficie des services de Behra (vainqueur du Grand Prix de Caen cette saison) et de Schell pour les courses hors-championnat, l'équipe ne dispose que d'un seul pilote de premier plan pour les épreuves mondiales. Sur ce tracé difficile et dangereux, les dirigeants n'ont pas pris le risque de faire appel à des seconds couteaux et n'ont engagé qu'une seule voiture pour Ron Flockhart. Ce dernier n'est malheureusement pas entièrement rétabli de sa sortie de route survenue à Rouen quatre semaines auparavant, et l'équipe britannique doit renoncer à faire courir sa légère (550 kg) et rapide P25 animée par un moteur quatre cylindres développant plus de 270 chevaux.

### Formule 2
- Cooper T43 "Usine"

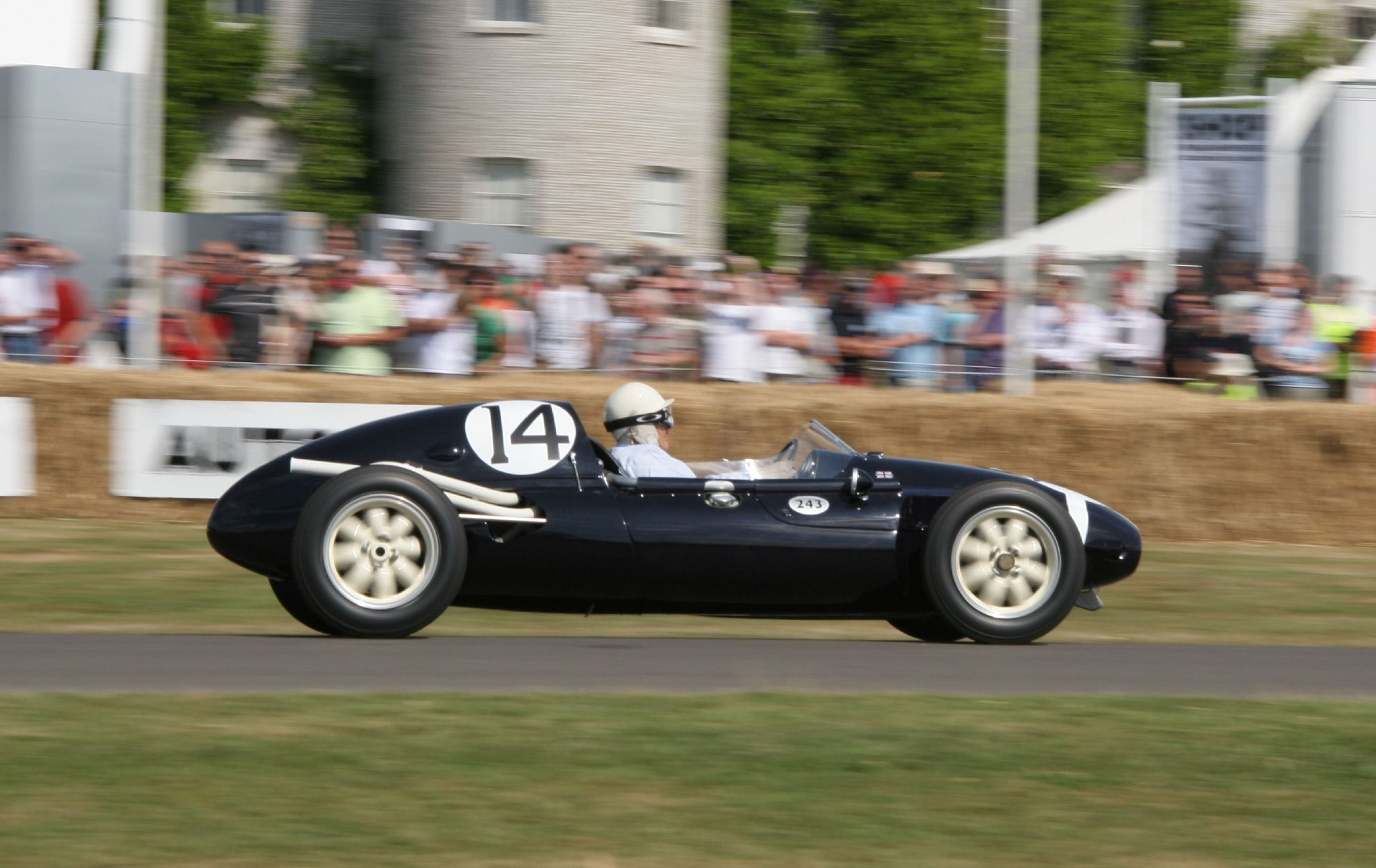
Une Cooper-Climax T43, à moteur central arrière, lors d'une course historique.

Depuis le début de l'année, les petites Cooper dominent les épreuves de Formule 2, catégorie tout récemment réapparue, réservée aux monoplaces de 1 500 cm3. Pesant 350 kg, et équipées d'un moteur quatre cylindres Coventry Climax en position centrale arrière, ces voitures disposent d'une puissance de 140 chevaux à 7000 tr/min et sont capables d'atteindre 240 km/h. Roy Salvadori dispose d'une T43 engagée par l'usine. En association avec l'usine, Rob Walker engage une voiture identique pour Jack Brabham. Trois T43 privées sont également présentes aux mains de Tony Marsh, Brian Naylor et Dick Gibson, tandis que l'Australien Paul England pilote une T41 de l'année passée.
- Porsche 550 "Usine"

Porsche, spécialiste de la catégorie sport, a inscrit deux modèles 550 RS (des biplaces auxquelles on a adapté un poste de pilotage central) dans la catégorie F2. Elles sont confiées aux pilotes officiels de la marque Umberto Maglioli et Edgar Barth. Face aux petites monoplaces britanniques, elles sont handicapées par leur poids (530 kg), leur carrosserie profilée leur permettant cependant d'atteindre la même vitesse de pointe avec les 140 chevaux fournis par leur moteur à quatre cylindres à plats, refroidi par air, que leur excellente boîte de vitesses à cinq rapports permet d'exploiter au mieux. Engagé à titre privé, le pilote amateur néerlandais Carel Godin de Beaufort pilote sa Porsche 718 RSK personnelle.
- Ferrari Dino 156 "Usine"

La Scuderia Ferrari avait également engagé sa nouvelle monoplace de formule 2 (moteur V6 placé à l'avant, environ 180 chevaux) pour Maurice Trintignant, mais cette voiture, tout comme sa 801 de F1, n'a pu être apprêtée à temps pour la course, le pilote français se retrouvant à pied !
- Lotus 12

Le pilote  Dennis Taylor avait prévu d'aligner en Allemagne sa Lotus 12 personnelle. Cette monoplace de moins de 350 kg, équipée de freins à disques et de jantes en magnésium, utilisant le même moteur Climax que les Cooper mais en position avant, aurait pu se montrer compétitive sur le 'Ring', mais le Britannique a finalement annulé son engagement.

## Coureurs inscrits
| no | Pilote                  | Écurie                          | Constructeur | Modèle                | N° châssis     | Moteur             | Pneumatiques |
| -- | ----------------------- | ------------------------------- | ------------ | --------------------- | -------------- | ------------------ | ------------ |
| 1  | Juan Manuel Fangio      | Officine Alfieri Maserati       | Maserati     | Maserati 250F         | 2529           | Maserati L6        | P            |
| 2  | Jean Behra              | Officine Alfieri Maserati       | Maserati     | Maserati 250F         | 2528           | Maserati L6        | P            |
| 3  | Harry Schell            | Officine Alfieri Maserati       | Maserati     | Maserati 250F         | 2527           | Maserati L6        | P            |
| 4  | Giorgio Scarlatti       | Officine Alfieri Maserati       | Maserati     | Maserati 250F         | 2501           | Maserati L6        | P            |
| 5  | Carlos Menditéguy       | Officine Alfieri Maserati       | Maserati     | Maserati 250F         | 2531 (ex 2526) | Maserati L6        | P            |
| 6  | Luigi Musso             | Scuderia Ferrari                | Ferrari      | Ferrari 801           | D50/0010       | Ferrari V8         | E            |
| 7  | Peter Collins           | Scuderia Ferrari                | Ferrari      | Ferrari 801           | D50/0008       | Ferrari V8         | E            |
| 8  | Mike Hawthorn           | Scuderia Ferrari                | Ferrari      | Ferrari 801           | D50/0009       | Ferrari V8         | E            |
| 9  | Maurice Trintignant     | Scuderia Ferrari                | Ferrari      | Ferrari 801           | D50/0006       | Ferrari V8         | E            |
| 10 | Stirling Moss           | Vandervell Products             | Vanwall      | Vanwall VW            | VW5            | Vanwall L4         | P            |
| 11 | Tony Brooks             | Vandervell Products             | Vanwall      | Vanwall VW            | VW1            | Vanwall L4         | P            |
| 12 | Stuart Lewis-Evans      | Vandervell Products             | Vanwall      | Vanwall VW            | VW4            | Vanwall L4         | P            |
| 14 | Ron Flockhart           | Owen Racing Organisation        | BRM          | BRM P25               | 254            | BRM L4             | D            |
| 15 | Bruce Halford           | Privé                           | Maserati     | Maserati 250F         | 2504           | Maserati L6        | D            |
| 16 | Masten Gregory          | Scuderia Centro Sud             | Maserati     | Maserati 250F         | 2511           | Maserati L6        | P            |
| 17 | Hans Herrmann           | Scuderia Centro Sud             | Maserati     | Maserati 250F         | 2522           | Maserati L6        | P            |
| 18 | Francisco Godia         | Officine Alfieri Maserati       | Maserati     | Maserati 250F         | 2524           | Maserati L6        | P            |
| 19 | Horace Gould            | Gould's Garage                  | Maserati     | Maserati 250F         | 2514           | Maserati L6        | D            |
| 20 | Umberto Maglioli        | Porsche KG                      | Porsche      | Porsche 550 RS (F2)   | 550A/131       | Porsche F4         | D            |
| 21 | Edgar Barth             | Porsche KG                      | Porsche      | Porsche 550 RS (F2)   | 550A/120       | Porsche F4         | D            |
| 22 | Maurice Trintignant     | Scuderia Ferrari                | Ferrari      | Ferrari Dino 156 (F2) |                | Ferrari V6         | E            |
| 23 | Roy Salvadori           | Cooper Car Company              | Cooper       | Cooper T43 (F2)       | F2-3-57        | Coventry Climax L4 | D            |
| 24 | Jack Brabham            | Cooper Car Company / Rob Walker | Cooper       | Cooper T43 (F2)       | F2-7-57        | Coventry Climax L4 | D            |
| 25 | Tony Marsh              | Ridgeway Management             | Cooper       | Cooper T43 (F2)       | F2-11-57       | Coventry Climax L4 | D            |
| 26 | Paul England            | Ridgeway Management             | Cooper       | Cooper T41 (F2)       | F2-2-56        | Coventry Climax L4 | D            |
| 27 | Carel Godin de Beaufort | Ecurie Maarsbergen              | Porsche      | Porsche 718 RSK (F2)  | 550A/125       | Porsche F4         | D            |
| 28 | Brian Naylor            | Privé                           | Cooper       | Cooper T43 (F2)       | F2-23-57       | Coventry Climax L4 | D            |
| 29 | Dick Gibson             | Privé                           | Cooper       | Cooper T43 (F2)       | F2-20-57       | Coventry Climax L4 | D            |
| 30 | Dennis Taylor           | Privé                           | Lotus        | Lotus 12 (F2)         | 355            | Coventry Climax L4 | D            |

## Qualifications
Les essais qualificatifs se déroulent les vendredi et samedi précédant la course. Les concurrents peuvent toutefois tourner librement dès le jeudi, ce qui va permettre à l'équipe Vanwall, dont c'est la première apparition sur le 'Ring', de dégrossir les réglages pour cette piste spécifique. Cependant, il ne faut que quelques tours à Tony Brooks et Stuart Lewis-Evans pour s'apercevoir que les monoplaces britanniques sont totalement inadaptées au circuit ; d'importantes vibrations se font sentir, les suspensions encaissent très mal les bosses et les pilotes ont d'énormes difficultés à maîtriser les réactions brutales de leurs voitures. Si les temps réalisés semblent acceptables (à environ deux secondes du record établi l'année précédente), les dégradations subies après seulement quelques tours sont extrêmement inquiétantes : les vibrations ont cassé les rétroviseurs, les carrosseries sont fissurées et les amortisseurs ont surchauffé ! D'importantes adaptations seraient nécessaires et les chances de succès de l'équipe de Tony Vandervell paraissent sérieusement compromises, faute de temps et de moyens sur place.

### Séance du vendredi 2 août
Il fait beau et chaud lorsque débute la première séance qualificative. Les pilotes Vanwall sont les premiers à prendre la piste. Il ne faut cependant pas longtemps à Stirling Moss et à ses coéquipiers pour constater que malgré l'intervention de leurs mécaniciens, les voitures vertes restent très délicates à piloter sur cette piste. Malgré quelques modifications destinées à adoucir le comportement, les vibrations sont toujours présentes, rendant la tenue de route aléatoire. Bien que les plus rapides dans la longue ligne droite, les pilotes ne peuvent faire mieux que 9 min 45 s au tour, loin des monoplaces italiennes. Les châssis se sont à nouveau fissurés après quelques tours et Moss, récent vainqueur en Grande-Bretagne, ne peut masquer son inquiétude.
Chez Maserati, il a suffi de monter des triangles de suspensions renforcés pour adapter les 250F 'Lightweight' aux montagnes russes de l'Eifel. D'emblée, Juan Manuel Fangio, qui adore le circuit, se montre très à l'aise, améliorant nettement son record de l'année précédente. Dans un style très spectaculaire, contrôlant ses dérives à l’accélérateur et plaçant sa voiture avec une précision extrême, il établit un premier temps de référence, en 9 min 34 s, à plus de 143 km/h de moyenne. Alors que ses adversaires commencent à s'inquiéter du niveau de performance atteint par le champion argentin, ce dernier améliore aussitôt, réalisant un époustouflant 9 min 25 s 6 (145,2 km/h) qui laisse ses principaux rivaux pantois ! Mike Hawthorn, le mieux à même de lui donner la réplique au sein de la Scuderia Ferrari, a beau donner son maximum sur ce circuit qu'il connaît parfaitement, il ne peut que constater l'immense supériorité du 'Maestro' : son temps de 9 min 37 s 8, s'il lui vaut la seconde place du jour, le relègue à plus de douze secondes du nouveau record (officieux) de la piste. Et parmi les autres concurrents, aucun n'est descendu sous les 9 min 40 s ! En Formule 2, Roy Salvadori s'est révélé le plus rapide au volant de sa Cooper, devançant de près de cinq secondes la Porsche d'Edgar Barth.
Journaliste pour la revue The Motor, le journaliste britannique Rodney Walkerley avouera avoir eu le souffle coupé en assistant au passage de Fangio sous la passerelle, dans le virage à gauche au bout de la longue ligne droite : « Fangio jaillit de la passerelle avec un son semblable à une explosion, le pied à fond après l'avoir à peine soulevé deux cents mètres plus tôt ; il prit la courbe en dérapage total, se battant avec les roues tout du long et disparut, incroyablement plus rapide que n'importe qui d'autre à un point tel qu'il fit paraître Mike Hawthorn lent, ce qu'il n'était certainement pas. »

### Séance du samedi 3 août
Au cours de la seconde séance qualificative, également ensoleillée, Fangio ne cherche pas à améliorer son temps de la veille. Les pilotes Ferrari se montrent plus rapides que le vendredi. Reparti à l'assaut, attaquant au maximum, Hawthorn va réussir un excellent chrono, à moins de trois secondes de l'Argentin, s'assurant une place en première ligne au côté de Fangio. Son coéquipier Peter Collins améliore également, occupant longtemps le troisième rang, avant que Jean Behra ne s'intercale entre les deux Ferrari, en fin de session. Les Vanwall se montrent toujours aussi rétives, mais Tony Brooks va pourtant parvenir à réaliser un très probant cinquième temps, au prix d'un courageux effort qui lui vaut une place à la corde de la seconde ligne sur la grille, ayant devancé de cinq secondes son coéquipier Stirling Moss, premier pilote de l'équipe. Barth a quant à lui amélioré de plus de dix secondes son temps de la veille, une performance qui le place en tête des formules 2, devant Salvadori.

### Résultats
| Pos. | Pilote                  | Écurie             | Temps         | Écart          |
| ---- | ----------------------- | ------------------ | ------------- | -------------- |
| 1    | Juan Manuel Fangio      | Maserati           | 9 min 25 s 6  | -              |
| 2    | Mike Hawthorn           | Ferrari            | 9 min 28 s 4  | + 2 s 8        |
| 3    | Jean Behra              | Maserati           | 9 min 30 s 5  | + 4 s 9        |
| 4    | Peter Collins           | Ferrari            | 9 min 34 s 7  | + 9 s 1        |
| 5    | Tony Brooks             | Vanwall            | 9 min 36 s 1  | + 10 s 5       |
| 6    | Harry Schell            | Maserati           | 9 min 39 s 2  | + 13 s 6       |
| 7    | Stirling Moss           | Vanwall            | 9 min 41 s 2  | + 15 s 6       |
| 8    | Luigi Musso             | Ferrari            | 9 min 43 s 1  | + 17 s 5       |
| 9    | Stuart Lewis-Evans      | Vanwall            | 9 min 45 s 0  | + 19 s 4       |
| 10   | Masten Gregory          | Maserati           | 9 min 51 s 3  | + 25 s 7       |
| 11   | Hans Herrmann           | Maserati           | 10 min 00 s 0 | + 34 s 4       |
| 12   | Edgar Barth             | Porsche (F2)       | 10 min 02 s 2 | + 36 s 6       |
| 13   | Giorgio Scarlatti       | Maserati           | 10 min 04 s 9 | + 39 s 3       |
| 14   | Roy Salvadori           | Cooper-Climax (F2) | 10 min 06 s 2 | + 40 s 6       |
| 15   | Umberto Maglioli        | Porsche (F2)       | 10 min 08 s 9 | + 43 s 3       |
| 16   | Bruce Halford           | Maserati           | 10 min 14 s 5 | + 48 s 9       |
| 17   | Brian Naylor            | Cooper-Climax (F2) | 10 min 15 s 0 | + 49 s 4       |
| 18   | Jack Brabham            | Cooper-Climax (F2) | 10 min 18 s 8 | + 53 s 2       |
| 19   | Horace Gould            | Maserati           | 10 min 20 s 8 | + 55 s 2       |
| 20   | Carel Godin de Beaufort | Porsche (F2)       | 10 min 25 s 9 | + 1 min 00 s 3 |
| 21   | Francisco Godia         | Maserati           | 10 min 32 s 3 | + 1 min 06 s 7 |
| 22   | Tony Marsh              | Cooper-Climax (F2) | 10 min 48 s 2 | + 1 min 22 s 6 |
| 23   | Paul England            | Cooper-Climax (F2) | 11 min 08 s 4 | + 1 min 42 s 8 |
| 24   | Dick Gibson             | Cooper-Climax (F2) | 11 min 46 s 4 | + 2 min 20 s 8 |

## Grille de départ du Grand Prix
| 1re ligne | Pos. 4                          |                                   | Pos. 3                         |                                   | Pos. 2                           |                                | Pos. 1                            |
|           | Collins Ferrari 9 min 34 s 7    |                                   | Behra Maserati 9 min 30 s 5    |                                   | Hawthorn Ferrari 9 min 28 s 4    |                                | Fangio Maserati 9 min 25 s 6      |
| 2e ligne  |                                 | Pos. 7                            |                                | Pos. 6                            |                                  | Pos. 5                         |                                   |
|           |                                 | Moss Vanwall 9 min 41 s 2         |                                | Schell Maserati 9 min 39 s 2      |                                  | Brooks Vanwall 9 min 36 s 1    |                                   |
| 3e ligne  | Pos. 11                         |                                   | Pos. 10                        |                                   | Pos. 9                           |                                | Pos. 8                            |
|           | Herrmann Maserati 10 min 00 s 0 |                                   | Gregory Maserati 9 min 51 s 5  |                                   | Lewis-Evans Vanwall 9 min 45 s 0 |                                | Musso Ferrari 9 min 43 s 1        |
| 4e ligne  |                                 | Pos. 14                           |                                | Pos. 13                           |                                  | Pos. 12                        |                                   |
|           |                                 | Salvadori Cooper F2 10 min 06 s 0 |                                | Scarlatti Maserati 10 min 04 s 9  |                                  | Barth Porsche F2 10 min 02 s 2 |                                   |
| 5e ligne  | Pos. 18                         |                                   | Pos. 17                        |                                   | Pos. 16                          |                                | Pos. 15                           |
|           | Brabham Cooper F2 10 min 18 s 8 |                                   | Naylor Cooper F2 10 min 15 s 0 |                                   | Halford Maserati 10 min 14 s 5   |                                | Maglioli Porsche F2 10 min 08 s 9 |
| 6e ligne  |                                 | Pos. 21                           |                                | Pos. 20                           |                                  | Pos. 19                        |                                   |
|           |                                 | Godia Maserati 10 min 32 s 3      |                                | Beaufort Porsche F2 10 min 25 s 9 |                                  | Gould Maserati 10 min 20 s 8   |                                   |
| 7e ligne  |                                 |                                   | Pos. 24                        |                                   | Pos. 23                          |                                | Pos. 22                           |
|           |                                 |                                   | Gibson Cooper F2 11 min 46 s 4 |                                   | England Cooper F2 11 min 08 s 4  |                                | Marsh Cooper F2 10 min 48 s 2     |

## Stratégies
Si les pilotes privés et ceux de Formule 2 ont d'emblée choisi d'effectuer l'intégralité de la course sans repasser par les stands, les trois équipes principales ont quant à elles longtemps tergiversé sur la meilleure stratégie de course à adopter, le nouveau revêtement du circuit laissant responsables et pilotes dubitatifs quant à la longévité des pneumatiques.
Au sein de la Scuderia Ferrari, on a finalement jugé les pneus Englebert capables de tenir 500 kilomètres et le directeur sportif Romolo Tavoni, en accord avec ses pilotes, table sur une course non-stop. La même stratégie a été adoptée par l'équipe Vanwall, les légères monoplaces britanniques usant généralement peu leurs gommes. Disposant de pneus Pirelli Stelvio à carcasse croisée et gomme tendre, l'équipe officielle Maserati a prévu un ravitaillement et changement de roues aux alentours de la mi-course pour ses quatre pilotes : le directeur sportif Nello Ugolini, qui craint une usure trop importante des pneus avec le plein de carburant, a préféré opter pour un départ avec des réservoirs à moitié pleins ; il table sur un arrêt d'environ trente secondes et a demandé à ses pilotes de pointe, Juan Manuel Fangio et Jean Behra, d'exploiter le gain de poids pour prendre le maximum d'avance dans la première partie de la course, afin de repartir des stands avec un retard raisonnable sur leurs adversaires, l'avantage des pneus neufs devant leur permettre de repasser en tête en fin de course. Ce n'est pas la première fois que l'équipe Maserati adopte cette tactique risquée : quatre ans plus tôt, à l'occasion du Grand Prix de France, il s'en était fallu de très peu pour que cette stratégie ne permît à la Maserati de José Froilán González de battre l'invincible Ferrari 500 de Mike Hawthorn.

## Déroulement de la course

### L'échappée
Le départ du Grand Prix est donné le dimanche à 13h15, aussitôt après l'épreuve de grand tourisme disputée sur sept tours et remportée par la Ferrari 250 GT de Wolfgang Seidel. Répartis sur la boucle nord, près de 100 000 spectateurs assistent à la course, sous un soleil éclatant. Au baisser du drapeau, Juan Manuel Fangio (en pole position sur sa Maserati) ne prend aucun risque et s'écarte pour laisser filer les deux Ferrari de Mike Hawthorn et Peter Collins, qui abordent la courbe sud en tête. Fangio s'est placé dans leur sillage, précédant son coéquipier Jean Behra, lui-même talonné par la Vanwall de Stirling Moss, la Maserati d'Harry Schell et la Ferrari de Luigi Musso, auteur d'un parfait envol depuis la troisième ligne. Le rythme imposé par Hawthorn est extrêmement rapide, le pilote britannique boucle ce premier tour à près de 141 km/h de moyenne, égalant presque, départ arrêté, le record officiel établi par Fangio l'année précédente. Collins suit à deux secondes, puis vient Fangio, à environ deux secondes de la deuxième Ferrari. L'Argentin précède de peu ses coéquipiers Behra et Schell, qui encadrent la Ferrari de Musso. Ces six pilotes ont déjà creusé un sérieux écart sur les trois Vanwall, emmenées par Tony Brooks, qui, avec des suspensions particulièrement mal adaptées à ce parcours accidenté, ne parviennent pas à suivre le rythme des machines italiennes. Dixième et en tête de sa catégorie, Roy Salvadori se permet, sur sa petite Cooper de Formule 2, de devancer six Maserati de Formule 1, dont la machine d'usine de Giorgio Scarlatti. Les deux Ferrari de tête accélèrent encore l'allure au cours du deuxième tour, parvenant à contenir les Maserati allégées en carburant. Lorsque les voitures repassent en trombe devant les stands, les haut-parleurs confirment l'impression visuelle : à plus de 142 km/h de moyenne, Hawthorn a largement battu le record de 1956. À peine faite, l'annonce est déjà obsolète : Fangio a tourné trois secondes plus vite que les Ferrari, à près de 143 km/h. Le round d'observation est terminé et le champion du monde est passé à l'attaque. Dans les tribunes principales, on a vu la scène : la Maserati numéro 1 est collée à la Ferrari de Collins. Pressé par le pilote argentin, Collins s'est rapproché de son coéquipier, mais Fangio passe devant dans la courbe sud. Il est maintenant dans les roues d'Hawthorn, qu'il dépasse imparablement dans la descente vers Adenau. Il creuse immédiatement l'écart sur ses poursuivants et c'est avec près de six secondes d'avance sur les deux Ferrari, toujours groupées, qu'il achève son troisième tour, ayant à nouveau amélioré le record de la piste. Collins, qui a débordé son coéquipier, a bien tenté de suivre, mais ne peut empêcher la fuite du 'vieil homme' qui semble littéralement voler sur le toboggan allemand. Et le record continue de tomber, inexorablement. Au cinquième passage devant les stands, Fangio a porté son avance sur Hawthorn (qui a redépassé Collins) à quinze secondes, au huitième elle sera de vingt-huit secondes, après un nouveau tour record à près de 144 km/h de moyenne.

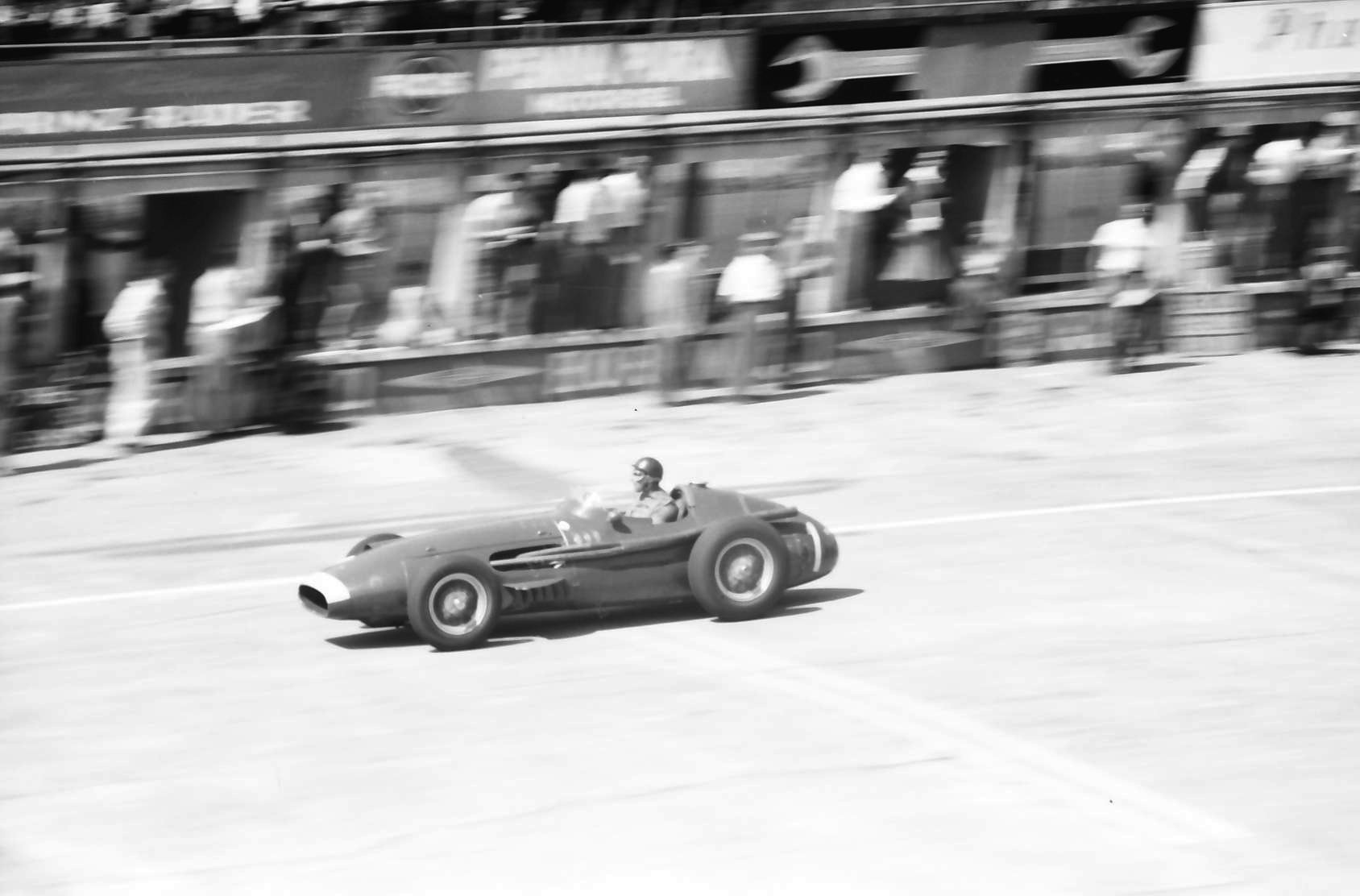
Améliorant continuellement le record du tour, Juan Manuel Fangio se montre magistral sur le Nürburgring.

La démonstration de Fangio, en travers dans toutes les courbes et flirtant à chaque instant avec les limites de la piste, éclipse quelque peu la prestation des autres pilotes. Derrière Hawthorn et Collins qui donnent leur maximum pour limiter leur retard, la course est assez monotone. En quatrième position, Behra navigue loin derrière les Ferrari et ne semble pas tirer grand parti de la faible quantité de carburant embarquée. Il est suivi de Musso et de Schell, lui aussi parti avec des réservoirs à demi remplis. Les trois Vanwall, maintenant emmenées par Stuart Lewis-Evans, sont nettement distancées, leurs pilotes ayant fort à faire avec les vibrations et les secousses subies par les monoplaces britanniques. Brooks, malade, a été contraint de lever le pied, mais tente néanmoins d'aller jusqu'au bout. Le classement reste inchangé jusqu'au dixième tour, à la fin duquel Behra effectue son ravitaillement. Le pilote français repart après une bonne trentaine de secondes, ayant chuté à la neuvième place. En tête, Fangio a quelque peu temporisé, semblant désormais se contenter de maintenir l'écart sur les Ferrari avant son arrêt. Mais à l'approche de la mi-course, il accélère à nouveau et porte le record sous la barrière des neuf minutes et demie. Au passage devant son stand, on lui signale qu'il n'a plus qu'un tour à effectuer avant son arrêt. Désormais au fait de la stratégie adoptée par l'équipe Maserati, le public guette avidement le passage des Ferrari. Elles déboulent roues dans roues, emmenées par Collins qui vient de reprendre la deuxième place. Leur retard s'élève alors à 31 secondes, et le plan élaboré par l'équipe Maserati, magistralement exécuté par Fangio, semble en passe de réussir. Quelques minutes plus tard arrivent Musso et Schell, ce dernier s'arrêtant à son tour pour ravitailler. Il repart en septième position derrière Behra, n'ayant perdu que deux places, alors que Lewis-Evans ne passe plus, étant violemment sorti de la route à cause d'une flaque d'huile aux alentours de Kesselchen, dans la montée du Karrussell. Le pilote est indemne mais sa Vanwall est sérieusement endommagée. Au stand Maserati, on se prépare activement à accueillir Fangio pour un ravitaillement en carburant et un remplacement des pneus arrière, la moindre péripétie dans la manœuvre pouvant totalement remettre en cause ses chances de succès.

### Un ravitaillement chaotique

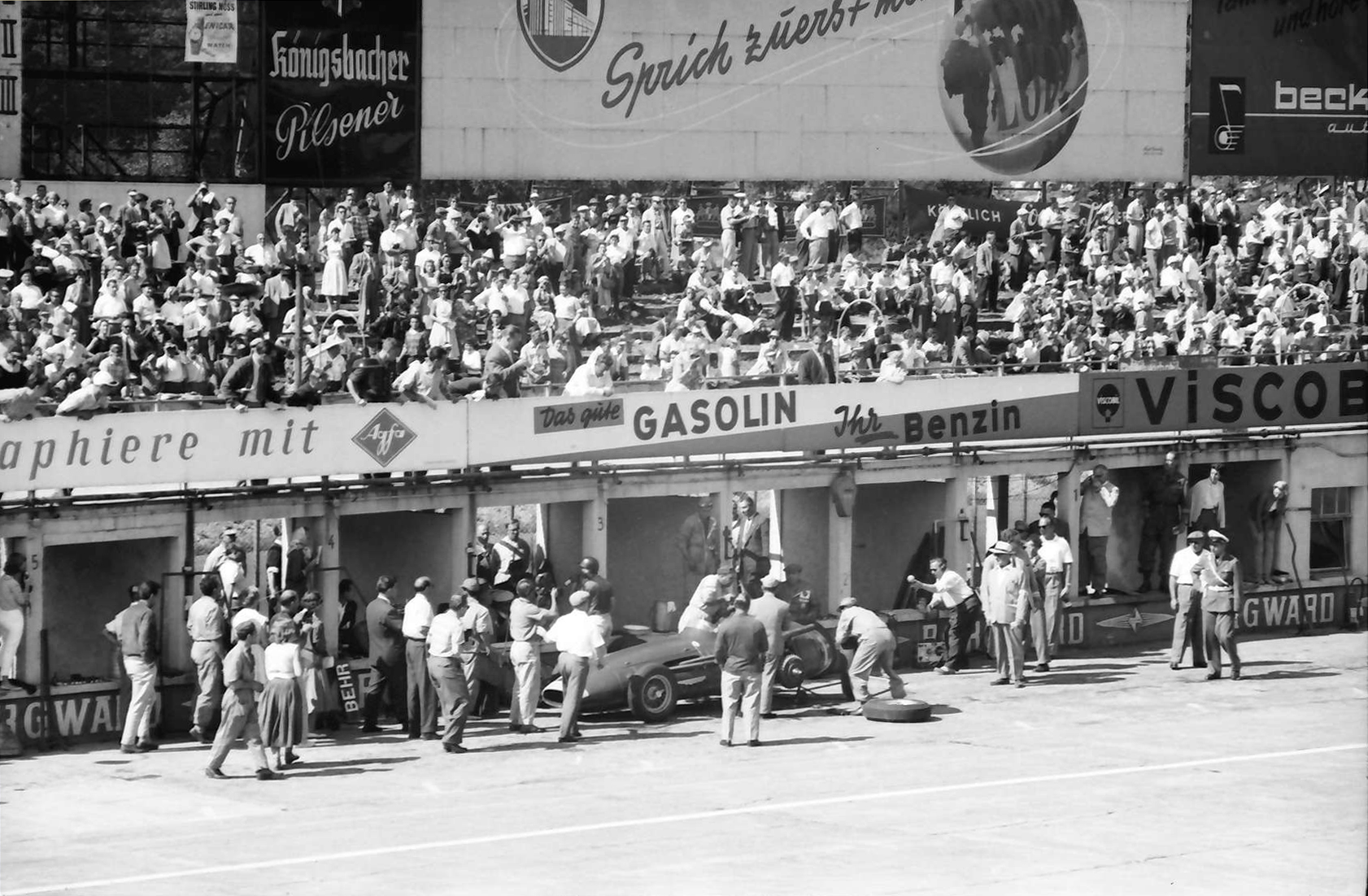
Le remplacement des roues arrière de la Maserati du champion du monde se passe mal.

Respectant scrupuleusement les consignes, le champion du monde regagne son stand à la fin du douzième tour. On estime alors son avance à un peu moins de trente secondes, en prenant en compte la période de décélération. Il descend calmement de sa monoplace et profite de l'arrêt pour se rafraîchir le visage et se désaltérer tranquillement, tandis que ses mécaniciens s'affairent autour de la Maserati numéro 1. Dans leur précipitation, ils se bousculent, se gênent. L'arrêt dure depuis vingt-huit secondes lorsque déboulent les voitures de Collins et Hawthorn, mais Fangio n'est toujours pas prêt à repartir : un écrou de roue est tombé sous la voiture, et un temps précieux est perdu avant que la seconde roue arrière soit enfin remontée. Le calme et la patience du pilote argentin contrastent avec l'agitation qui règne dans l'équipe. Lorsqu'il peut enfin reprendre la piste, il y a vingt-quatre secondes que les deux Ferrari sont passées. L'arrêt a duré cinquante-deux secondes, presque le double d'un ravitaillement habituel. Fangio relance sa machine à la poursuite des deux hommes de tête, mais en comptant les secondes supplémentaires perdues lors de la phase de redémarrage, c'est au bas mot quarante secondes qu'il lui faut combler en dix tours, avec des pneus arrière neufs pour seul atout face à deux pilotes très affûtés. Dans le public, on fait les comptes : si Fangio, en donnant son maximum, s'est construit une avance de trente secondes dans la première moitié de la course face à des adversaires partis avec le plein d'essence, comment en reprendre plus de quarante dans la deuxième partie ? Pour les observateurs, la cause est entendue : Maserati a perdu la course.

### La chevauchée héroïque

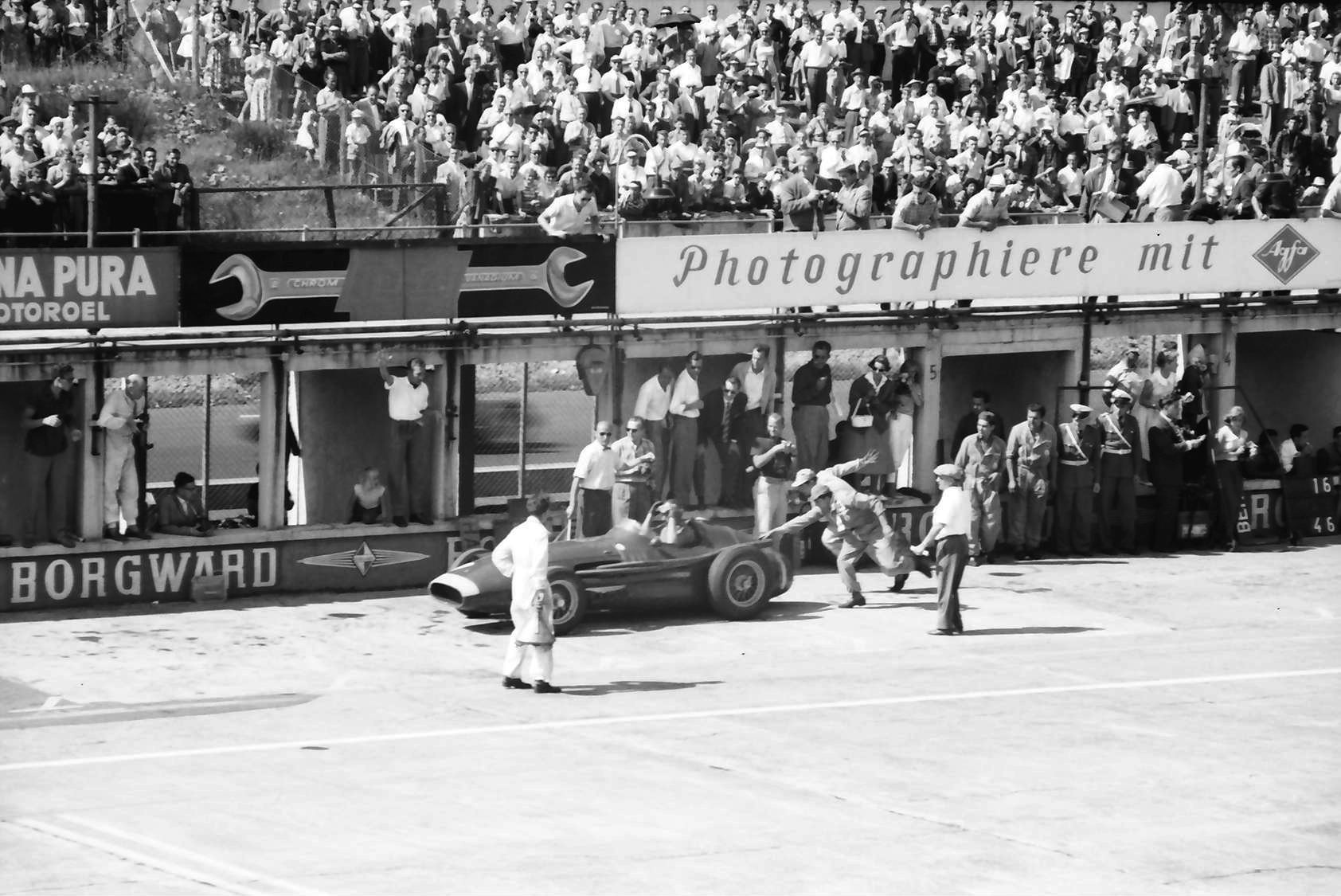
Fangio ajuste ses lunettes en repartant du stand. La lutte va pouvoir s'engager, elle sera épique...

Dans l'équipe de Modène, on n'a cependant pas perdu tout espoir. En accord avec le directeur sportif Bertocchi, Marcello Giambertone, le manager de Fangio, a élaboré un plan audacieux : persuadé que le directeur de l'équipe italienne adverse intimerait à ses pilotes de ralentir en cas de victoire assurée, l'idée est de laisser croire que la Maserati du champion du monde connaît quelques ennuis mécaniques et de profiter ensuite de la baisse de cadence des voitures de tête pour passer à l'offensive. « Juan, rôde tes pneus neufs pendant un tour ou deux, laisse le record tranquille mais quand Bertocchi, au passage, te fera signe, attaque à fond. Mais attends, bien sûr, d'avoir passé la zone des stands. Si, pendant tes deux tours d'attente, tu pouvais donner l'impression que ça ne va pas, ce serait l'idéal, Mike et Peter prendront confiance et ce serait bien le diable si Tavoni ne leur donnait pas ordre de souffler un peu. À ce moment-là, tu joueras ! », a dit Giambertone à son champion au moment de repartir. Collins et Hawthorn n'ont pas vu la Maserati arrêtée lorsqu'ils sont passés en trombe devant les stands, mais ont réalisé qu'ils étaient en tête à la réaction du public. Ignorant la position exacte de leur adversaire, ils continuent à foncer, Collins battant le record du tour à 148,3 km/h de moyenne. Le public attend la réaction de Fangio, mais lorsqu'il franchit la ligne pour la treizième fois, son retard s'élève à quarante-cinq secondes, l'Argentin ayant scrupuleusement respecté les nouvelles consignes. Au passage, il s'est arrangé pour donner l'impression que son moteur cafouillait à haut régime, si habilement que même ses propres mécaniciens, non avertis, s'en inquiètent. Et au stand Ferrari, on commence à espérer... À la fin du tour suivant, le quatorzième, on se contente encore d'indiquer aux leaders leur avance («+ 45»), sans consigne particulière, et les deux pilotes britanniques continuent de foncer. On guette alors l'arrivée du champion du monde en titre : il passe quarante-huit secondes plus tard, toujours en donnant quelques légers à-coups sur l'accélérateur devant les tribunes. Cette fois, Tavoni est entièrement rassuré, ce n'est plus la peine de prendre de risque. Il fait préparer le panneau «+ 48 - slow» (signifiant : 48 secondes d'avance - ralentissez !), qu'il montre à ses pilotes (Hawthorn de nouveau devant Collins) à la fin de leur quinzième tour. C'est ce qu'on attendait chez Maserati. Lorsque, quarante-cinq secondes plus tard, Fangio arrive (malgré un tour sans forcer, il a repris trois modestes secondes), Bertocchi fait le signal convenu. L'as argentin acquiesce d'un léger signe de tête, négocie parfaitement mais sans trop attaquer encore la courbe sud, repasse derrière les stands sans tirer ouvertement sur son moteur et vire proprement dans le virage nord. Et dès la descente d'Hatzenbach, hors de vue des tribunes, il sort le grand jeu, enthousiasmant (et parfois effrayant) les spectateurs répandus sur les vingt-trois kilomètres du circuit.

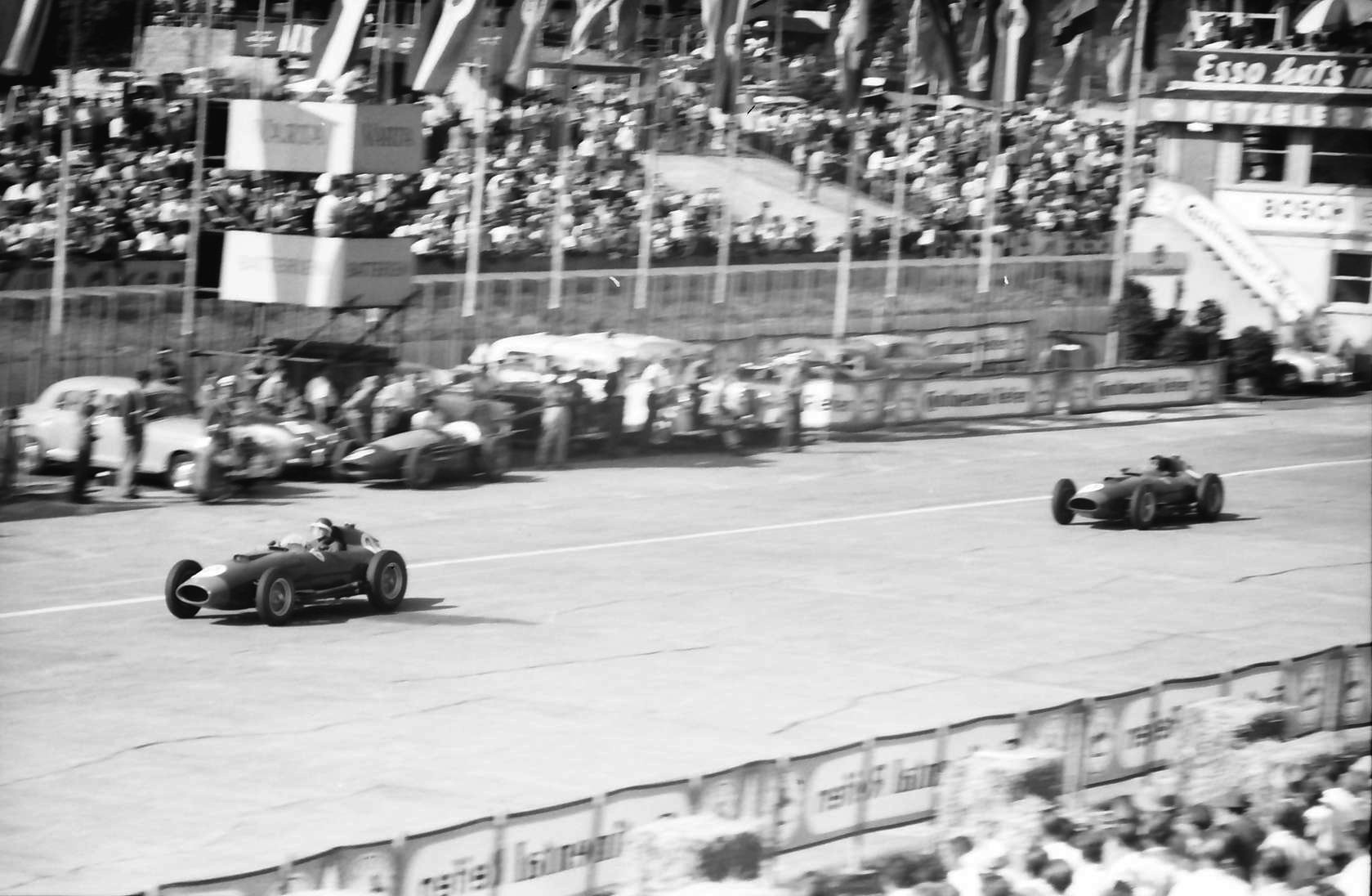
Hawthorn et Collins, en tête de la course, avant l'assaut final de Fangio.

Devant, convaincu que la course est jouée pour Ferrari, Hawthorn a fait signe à Collins de venir à sa hauteur ; par gestes, il fait comprendre à son coéquipier et ami que leur poursuivant doit avoir des problèmes, et Collins acquiesce, indiquant qu'il se contenterait de la deuxième place. Et les deux leaders, totalement confiants, lèvent le pied. À la fin du seizième tour, l'avance affichée («+ 45») est d'ailleurs rassurante, six boucles restant à parcourir. Mais Fangio termine ce tour à une allure proche du record, et ne compte plus que trente-trois secondes de retard au passage de la ligne, de quoi inquiéter un peu le clan Ferrari. Mais près de dix minutes sont nécessaires pour en avertir les pilotes. Le panneau «+ 33» les incite à accélérer à nouveau, sans s'affoler toutefois. Et pourtant : Fangio a cette fois amélioré le record de la piste (144,4 km/h), et réduit son retard à vingt-cinq secondes. Chez Ferrari, on a enfin compris la manœuvre et Tavoni va demander à ses pilotes d'attaquer à fond. Le temps qu'ils reçoivent la consigne, un nouveau tour est bouclé, au cours duquel le champion argentin, abaissant le record de plus de trois secondes (145,3 km/h, plus vite qu'aux essais), est revenu à dix-neuf secondes. Le public est debout, d'autant qu'Hawthorn et Collins attaquent désormais à fond, tournant également à un rythme de qualification. Avec un tel écart, les Ferrari ont encore la faveur des pronostics, il semble impensable que Fangio puisse aller plus vite. Et pourtant, il améliore encore de deux secondes au suivant, se rapprochant à treize secondes des pilotes Ferrari qui donnent pourtant leur maximum. Au vingtième, c'est l'apogée : 9 min 17 s 4, un chrono historique, 147,3 km/h de moyenne, huit secondes de mieux qu'en qualification. Le public n'a d'ailleurs pas eu besoin d'écouter le speaker s'égosiller pour comprendre : dans la ligne droite des stands, Hawthorn et Collins peuvent deviner dans leurs rétroviseurs l'avant rouge et jaune de la voiture du numéro 1 mondial, moins de trois secondes derrière eux. À l'abord la courbe sud, Fangio est dans le sillage immédiat de Collins ; il s'infiltre à la corde et prend l'avantage en sortie de courbe. Dans le retour derrière les stands, Collins parvient à repasser devant, mais Fangio plonge de nouveau à la corde dans la courbe nord et reprend la deuxième place. Comme Collins s'accroche dans le sillage de la Maserati, qui est sortie très large du virage, deux roues dans l'herbe, il est aspergé de graviers, et un caillou brise un de ses verres de lunettes avant d'atterrir sur ses genoux. Le jeune Britannique n'insiste pas, d'autant que son embrayage commence à patiner, et choisit d'assurer la troisième place.

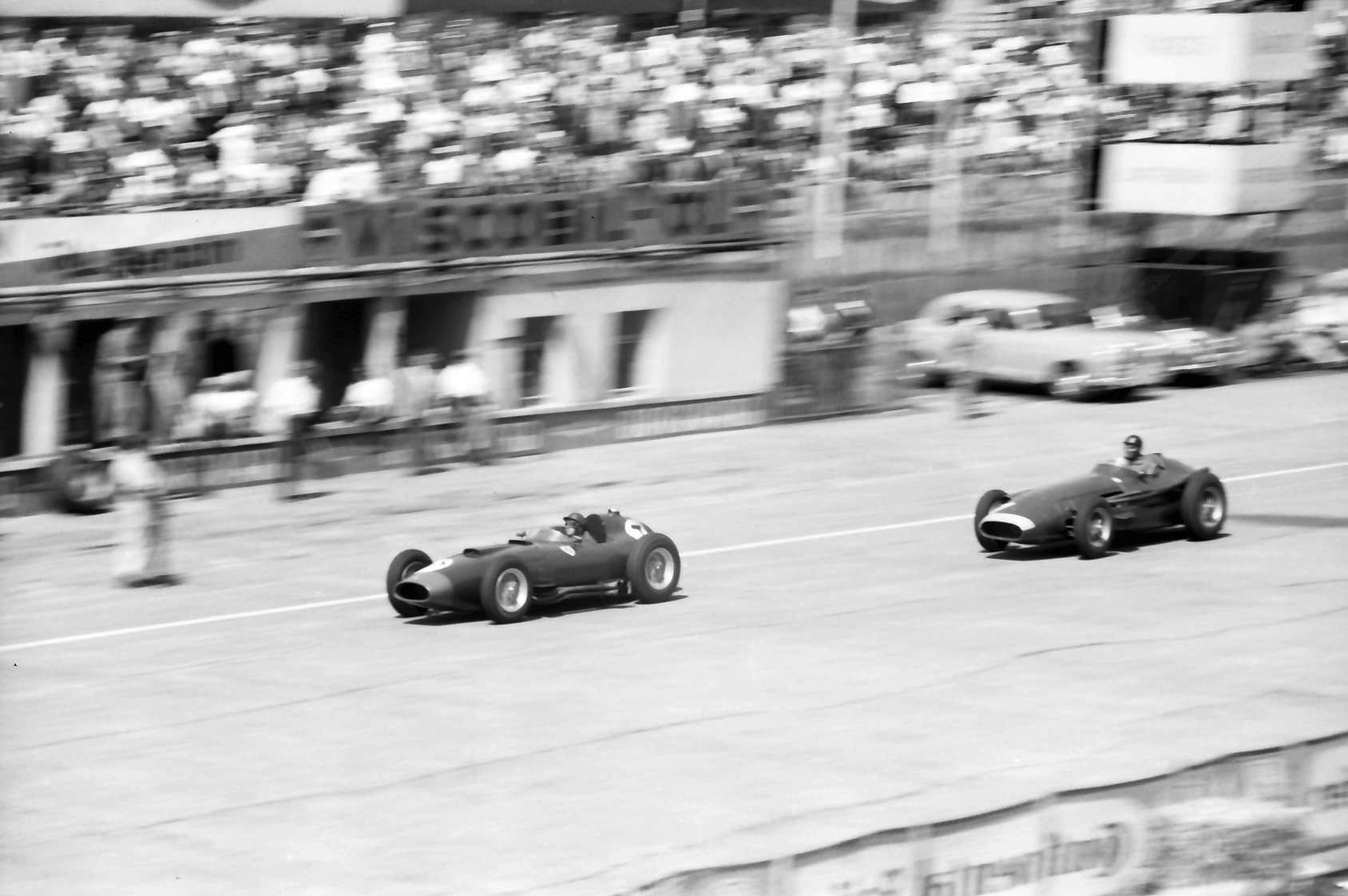
A l'amorce de l'avant-dernier tour, Fangio a rejoint Collins et s'apprête à porter une première attaque.

Débarrassé de la Ferrari numéro 7, Fangio se rue maintenant sur celle de tête. Hawthorn donne le maximum, talonné par la Maserati. Les deux voitures roulent soudées l'une à l'autre durant quelques kilomètres, avant que Fangio ne se porte à la hauteur de son adversaire lors d'un freinage précédant une courbe à gauche, peu avant Adenau, coupant à l'intérieur, et passe en force, obligeant Hawthorn à faire un écart. Après une incroyable poursuite, au prix d'une audace extraordinaire, le champion du monde est parvenu à reprendre la tête. Hawthorn ne s'avoue cependant pas vaincu, et s'apprête à contre-attaquer à l'abord d'Ex-Mühle ; mais à ce moment-là, les deux hommes rattrapent la Maserati de Masten Gregory, qui compte un tour de retard. Le temps de le dépasser, et le Britannique doit attendre une autre occasion. Elle ne viendra pas : Fangio se détache progressivement, et lorsqu'ils achèvent cet avant-dernier tour, trois secondes séparent les deux hommes, qui ont lâché Collins. Dans la dernière boucle, Hawthorn ne désarme pas, gardant son adversaire en point de mire. Il accomplit les vingt-trois derniers kilomètres en 9 min 24 s, soit plus de quatre secondes de mieux que son temps de qualification ; mais Fangio, malgré une fixation de siège cassée l'obligeant à se caler avec une jambe, a une nouvelle fois été plus rapide, reprenant six dixièmes de seconde, et franchit la ligne, sous les ovations d'un public en délire, avec près de quatre secondes d'avance sur son valeureux rival. Collins, qui a nettement levé le pied au cours des deux derniers tours, termine troisième à plus de trente-cinq secondes du vainqueur. La prestation des trois héros du jour a totalement éclipsé la course des autres concurrents, emmenés par Musso, quatrième, mais à plus de trois minutes et demie. Une minute plus loin, auteur d'une course courageuse au volant d'une Vanwall presque impossible à piloter sur ce tracé, Moss, à la limite de l'évanouissement, est parvenu à la cinquième place, ayant résisté au retour de Behra qui avait ravitaillé à mi-distance. Ce dernier, après une prestation relativement décevante, échoue à la porte des points, à seulement une seconde de la Vanwall. Son coéquipier Schell, septième, est loin derrière ; quant aux autres concurrents, c'est plus d'un tour de retard qu'ils accusent sur les premiers. Dans la catégorie Formule 2, longtemps dominée par la Cooper de Roy Salvadori, c'est finalement Edgar Barth qui s'impose, Salvadori ayant dû renoncer, suspension cassée. Victoire et record du tour donnent à Fangio suffisamment d'avance pour décrocher un cinquième titre mondial, à deux rounds de la fin du championnat. L’Argentin sera chaudement congratulé aussitôt l'arrivée par Hawthorn et Collins, battus mais néanmoins très enthousiastes à l'issue de cette course mémorable.

### Classements intermédiaires
Classements intermédiaires des monoplaces aux premier, deuxième, troisième, cinquième, huitième, dixième, onzième, treizième, quatorzième, quinzième, seizième, dix-septième, vingtième, et vingt-et-unième tours.

### Classement de la course

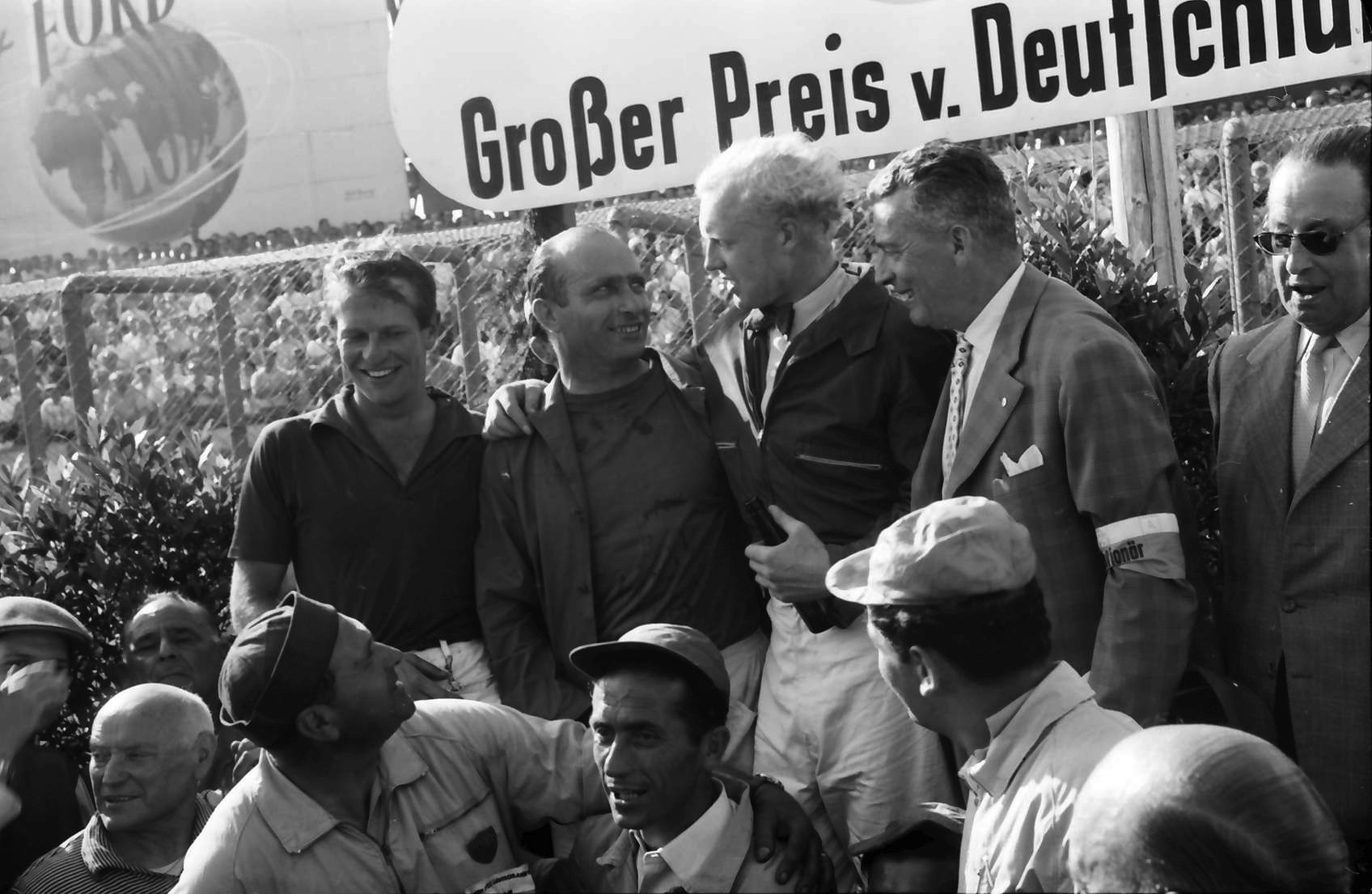
Collins, Fangio et Hawthorn sur le podium.

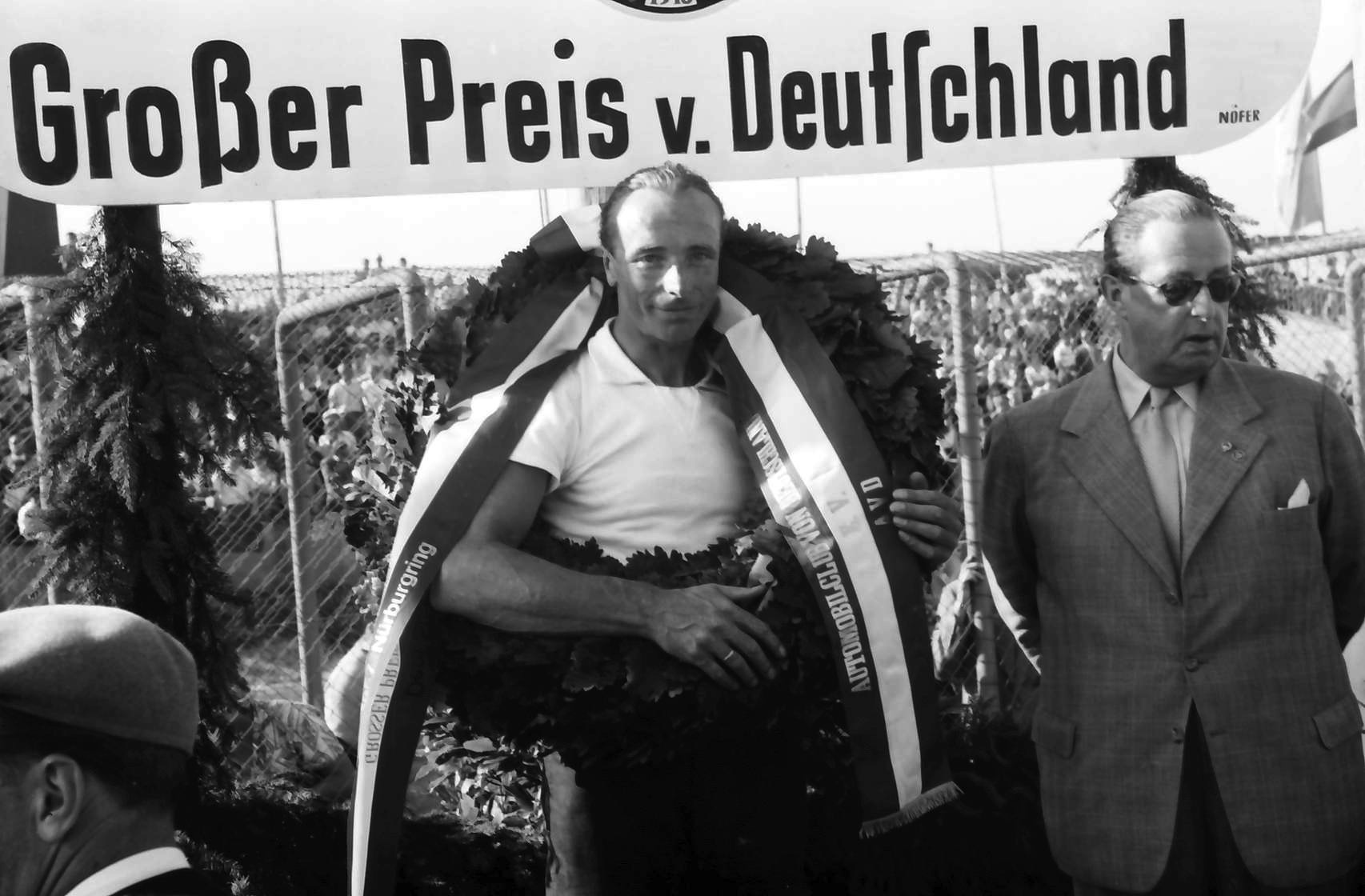
Edgar Barth, vainqueur en Formule 2.

| Pos  | No | Pilote                  | Écurie             | Tours | Temps/Abandon                             | Grille | Points |
| ---- | -- | ----------------------- | ------------------ | ----- | ----------------------------------------- | ------ | ------ |
| 1    | 1  | Juan Manuel Fangio      | Maserati           | 22    | 3 h 30 min 38 s 3                         | 1      | 9      |
| 2    | 8  | Mike Hawthorn           | Ferrari            | 22    | 3 h 30 min 41 s 9 (+ 3 s 6)               | 2      | 6      |
| 3    | 7  | Peter Collins           | Ferrari            | 22    | 3 h 31 min 13 s 9 (+ 35 s 6)              | 4      | 4      |
| 4    | 6  | Luigi Musso             | Ferrari            | 22    | 3 h 34 min 15 s 9 (+ 3 min 37 s 6)        | 8      | 3      |
| 5    | 10 | Stirling Moss           | Vanwall            | 22    | 3 h 35 min 15 s 8 (+ 4 min 37 s 5)        | 7      | 2      |
| 6    | 2  | Jean Behra              | Maserati           | 22    | 3 h 35 min 16 s 8 (+ 4 min 38 s 5)        | 3      |        |
| 7    | 3  | Harry Schell            | Maserati           | 22    | 3 h 37 min 25 s 8 (+6 min 47 s 5)         | 6      |        |
| 8    | 16 | Masten Gregory          | Maserati           | 21    | 3 h 30 min 56 s 4 (+ 1 tour)              | 10     |        |
| 9    | 11 | Tony Brooks             | Vanwall            | 21    | 3 h 32 min 15 s 1 (+ 1 tour)              | 5      |        |
| 10   | 4  | Giorgio Scarlatti       | Maserati           | 21    | 3 h 34 min 11 s 5 (+ 1 tour)              | 13     |        |
| 11   | 15 | Bruce Halford           | Maserati           | 21    | 3 h 36 min 03 s 4 (+ 1 tour)              | 16     |        |
| 12   | 21 | Edgar Barth             | Porsche (F2)       | 21    | 3 h 36 min 35 s 0 (+ 1 tour) - 1° des F2  | 12     |        |
| 13   | 28 | Brian Naylor            | Cooper-Climax (F2) | 20    | 3 h 30 min 49 s 0 (+ 2 tours) - 2° des F2 | 17     |        |
| 14   | 27 | Carel Godin de Beaufort | Porsche (F2)       | 20    | 3 h 33 min 39 s 7 (+ 2 tours) - 3° des F2 | 20     |        |
| 15   | 25 | Tony Marsh              | Cooper-Climax (F2) | 17    | 3 h 43 min 34 s 3 (+ 5 tours) - 4° des F2 | 22     |        |
| Abd. | 17 | Hans Herrmann           | Maserati           | 14    | Châssis                                   | 11     |        |
| Abd. | 20 | Umberto Maglioli        | Porsche (F2)       | 13    | Moteur                                    | 15     |        |
| Abd. | 23 | Roy Salvadori           | Cooper-Climax (F2) | 11    | Suspension                                | 14     |        |
| Abd. | 18 | Francisco Godia         | Maserati           | 11    | Direction                                 | 21     |        |
| Abd. | 12 | Stuart Lewis-Evans      | Vanwall            | 10    | Boîte de vitesses                         | 9      |        |
| Abd. | 24 | Jack Brabham            | Cooper-Climax (F2) | 6     | Transmission                              | 18     |        |
| Abd. | 26 | Paul England            | Cooper-Climax (F2) | 4     | Distributeur                              | 23     |        |
| Abd. | 29 | Dick Gibson             | Cooper-Climax (F2) | 3     | Direction                                 | 24     |        |
| Abd. | 19 | Horace Gould            | Maserati           | 2     | Roulement de roue                         | 19     |        |

### Pole position et record du tour
- Pole position :  Juan Manuel Fangio en 9 min 25 s 6 (vitesse moyenne : 145,184 km/h). Temps réalisé lors de la séance d'essais du vendredi 2 août[11].
- Meilleur tour en course :  Juan Manuel Fangio en 9 min 17 s 4 (vitesse moyenne : 147,320 km/h) au vingtième tour.

#### Évolution du record du tour en course
Le record du tour fut amélioré treize fois au cours de l'épreuve.

### Tours en tête
- Mike Hawthorn : 8 tours (1-2 / 15-20)
- Juan Manuel Fangio : 11 tours (3-11 / 21-22)
- Peter Collins : 3 tours (12-14)

## Témoignages

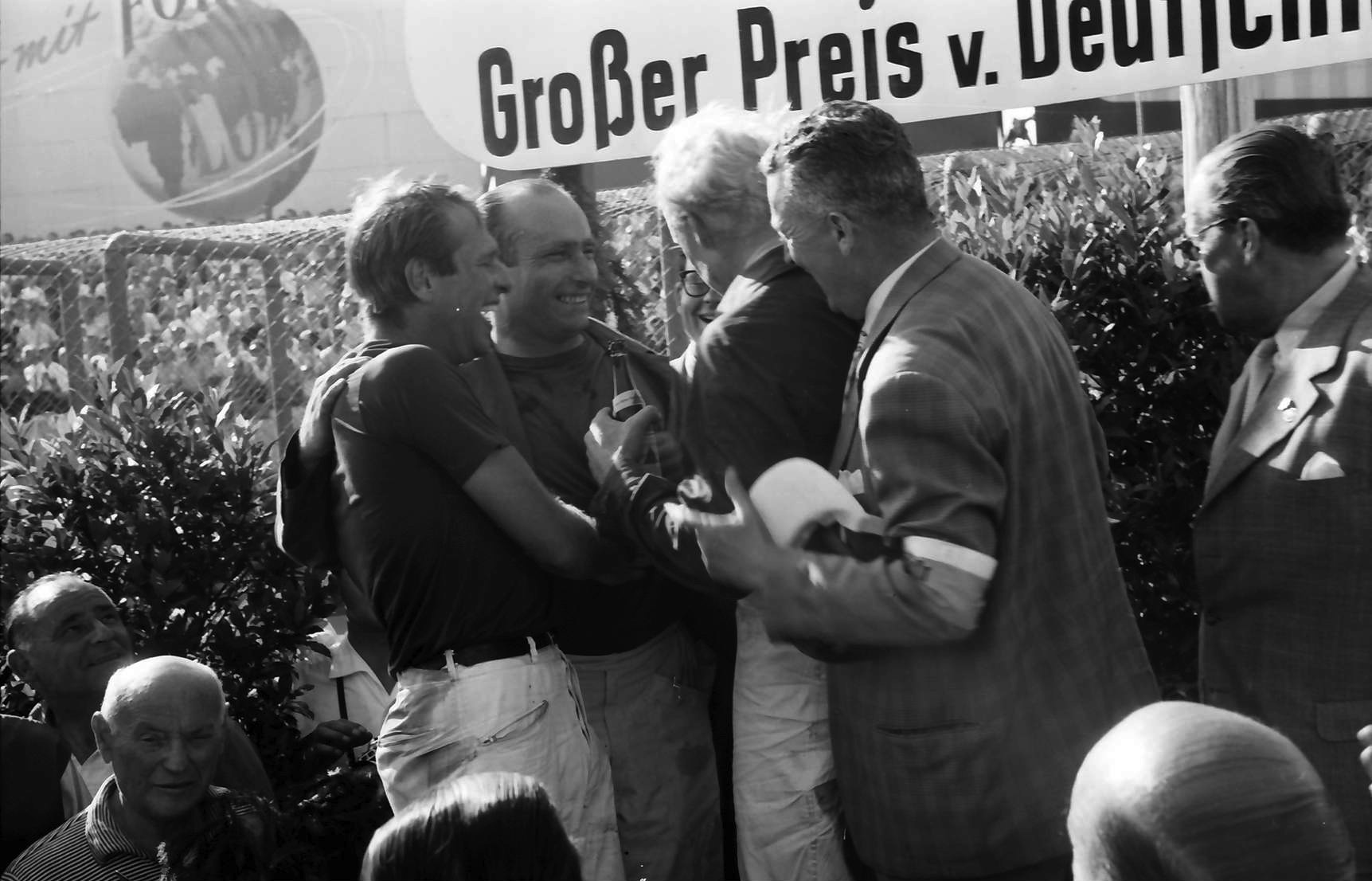
Collins et Hawthorn félicitent Fangio au terme d'une course mémorable : on s'est tout de même bien amusé !

La prestation exceptionnelle de Fangio a suscité de nombreuses réactions au sein des pilotes et des journalistes présents :
- Jack Brabham, de retour au stand Cooper après son abandon : « Fangio jette sa Maserati dans le ring comme personne ne l'a fait avant lui[16]. »
- Mike Hawthorn, second de l'épreuve, dans ses mémoires : « Cette course avait été aussi passionnante pour les coureurs que pour les spectateurs, et bien qu'ayant été battus, Peter et moi, nous nous étions énormément amusés[2]... »
- Harry Schell, coéquipier de Fangio : « Au volant d'un tracteur, il nous battrait encore[17]. »
- Paul Frère, pilote-journaliste : « C'est le plus grand triomphe du Maître et la seule course, peut-être, dans laquelle le Champion du Monde alla jusqu'au tréfonds de sa science et de son instinct du pilotage[12]. »
- Rodney Walkerley, journaliste, à la fin de son article dans 'The Motor' : « ...Mike s'accrocha désespérément à ses quelques longueurs d'avance mais, à l'extrémité du circuit, Fangio se rapprocha, le dépassa et disparut pour terminer le dernier tour d'une course de 312 miles avec tout juste 3,6 secondes d'avance et Collins ralentit, terminant à 32 secondes de Hawthorn. Avec un soupir de soulagement après une telle tension, nous sommes tous retombés sur nos sièges, presque aussi épuisés que les pilotes[10]... »
- L'avis du vainqueur : « Jusqu'à ce Grand Prix d'Allemagne, je n'avais jamais tenté d'aller au-delà de moi-même ou de ma machine. Mais cette fois-là, j'étais allé tellement loin que je ne dormis pas pendant les deux nuits suivantes. J'étais dans un tel état que, lorsque je fermais les yeux, je revenais dans la course. Je me retrouvais dans ces virages où jamais auparavant je n'avais eu l'audace de rouler aussi vite, de pousser les choses aussi loin. Pendant deux jours je dus évacuer cette appréhension née de l'action où je m'étais aventuré. Je n'avais jamais ressenti cela[16]. »

## Classement général à l'issue de la course
- Attribution des points : 8, 6, 4, 3, 2 respectivement aux cinq premiers de chaque épreuve et 1 point supplémentaire pour le pilote ayant accompli le meilleur tour en course (signalé par un astérisque)
- Le règlement permet aux pilotes de se relayer sur une même voiture, les points éventuellement acquis étant alors partagés. En Argentine, González et Portago marquent un  point chacun pour leur cinquième place, Brooks et Moss marquent chacun quatre points pour leur victoire en Grande-Bretagne.
- Sur neuf épreuves qualificatives initialement prévues pour le championnat du monde 1957, huit seront effectivement courues, le Grand Prix de Belgique, programmé le 2 juin, et le Grand Prix des Pays-Bas, programmé le 16 juin[18], ayant été annulés. À la suite de ces défections, la Commission sportive internationale intégrera le Grand Prix de Pescara (épreuve traditionnellement hors championnat) au calendrier mondial.

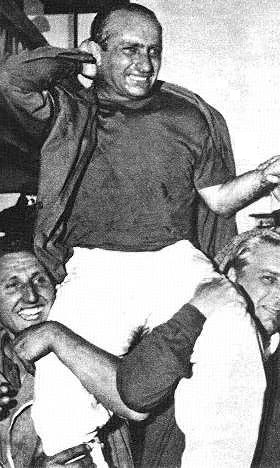
Fangio porté en triomphe à l'arrivée du Grand Prix d'Allemagne : il vient de conquérir son cinquième titre mondial.

| Pos. | Pilote                | Écurie             | Points | ARG | MON | 500 | FRA | GBR | ALL | PES | ITA |
| ---- | --------------------- | ------------------ | ------ | --- | --- | --- | --- | --- | --- | --- | --- |
| 1    | Juan Manuel Fangio    | Maserati           | 34     | 8   | 9*  | -   | 8   | -   | 9*  |     |     |
| 2    | Luigi Musso           | Ferrari            | 16     | -   | -   | -   | 7*  | 6   | 3   |     |     |
| 3    | Mike Hawthorn         | Ferrari            | 13     | -   | -   | -   | 3   | 4   | 6   |     |     |
| 4    | Tony Brooks           | Vanwall            | 10     | -   | 6   | -   | -   | 4   | -   |     |     |
| 5    | Sam Hanks             | Epperly            | 8      | -   | -   | 8   | -   | -   | -   |     |     |
|      | Stirling Moss         | Maserati & Vanwall | 8      | 1*  | -   | -   | -   | 5*  | 2   |     |     |
|      | Peter Collins         | Ferrari            | 8      | -   | -   | -   | 4   | -   | 4   |     |     |
| 8    | Jim Rathmann          | Epperly            | 7      | -   | -   | 7*  | -   | -   | -   |     |     |
| 9    | Jean Behra            | Maserati           | 6      | 6   | -   | -   | -   | -   | -   |     |     |
| 10   | Harry Schell          | Maserati           | 5      | 3   | -   | -   | 2   | -   | -   |     |     |
|      | Maurice Trintignant   | Ferrari            | 5      | -   | 2   | -   | -   | 3   | -   |     |     |
| 12   | Carlos Menditéguy     | Maserati           | 4      | 4   | -   | -   | -   | -   | -   |     |     |
|      | Masten Gregory        | Maserati           | 4      | -   | 4   | -   | -   | -   | -   |     |     |
|      | Jimmy Bryan           | Kuzma              | 4      | -   | -   | 4   | -   | -   | -   |     |     |
| 15   | Stuart Lewis-Evans    | Connaught          | 3      | -   | 3   | -   | -   | -   | -   |     |     |
|      | Paul Russo            | Kurtis Kraft       | 3      | -   | -   | 3   | -   | -   | -   |     |     |
| 17   | Andy Linden           | Kurtis Kraft       | 2      | -   | -   | 2   | -   | -   | -   |     |     |
|      | Roy Salvadori         | Cooper             | 2      | -   | -   | -   | -   | 2   | -   |     |     |
| 19   | José Froilán González | Ferrari            | 1      | 1   | -   | -   | -   | -   | -   |     |     |
|      | Alfonso de Portago    | Ferrari            | 1      | 1   | -   | -   | -   | -   | -   |     |     |

## À noter
- 24e et dernière victoire en championnat du monde pour Juan Manuel Fangio.
- 9e et dernier hat trick en championnat du monde pour Juan Manuel Fangio.
- 9e victoire en championnat du monde pour Maserati en tant que constructeur.
- 9e victoire en championnat du monde pour Maserati en tant que motoriste.